# Света (река)
Света — река в Холм-Жирковском районе Смоленской области России. Левый приток Вопи.
Длина 33 км, площадь водосборного бассейна — 167 км². Исток южнее деревни Левково Холм-Жирковского района, к югу от железнодорожной станции Игоревская ветки Дурово-Владимирский Тупик, на северо-западе Сафоновской возвышенности. Направление течения: северо-запад. Устье напротив деревни Божонка Холм-Жирковского района.
Притоки: Трасливка, Чернушка, Трощанка, Лукшинка.